# Ecliptopera sagittatoides
Ecliptopera sagittatoides là một loài bướm đêm trong họ Geometridae.